# Куаныш (волейбольный клуб)
ВК «Куаныш» (каз. «Қуаныш») — женский волейбольный клуб. Северо-Казахстанская область г.Петропавловск.

## История
ВК «Куаныш» - женский волейбольный клуб, был образован 3 сентября 2014 года, в Северо-Казахстанской области, город Петропавловск, представляет данный регион в Национальной Лиге и Детских Лигах по разным возрастам.
Волейбольный клуб «Куаныш» образовался из сельской команды в 2009 году на базе сельской Казахской школы-интернат в Тимирязевском районе. Регулярно представляли Северо-Казахстанскую область на детских чемпионатах Республики Казахстан по волейболу и неоднократно становились победителями и призерами данных соревнований. Для дальнейшего развития команды в 2012 году заявились в Высшую Лигу «Б», где в сезоне 2012-2013 года заняли 3 место.
В 2013 году по инициативе акимата Северо-Казахстанской области на базе областной специализированной школы-интернат для одаренных детей в спорте было открыто отделение женского волейбола. В сезоне 2013-2014 года команда становится победителем Высшей Лиги «Б» и по спортивному принципу поднимается в Высшую Лигу «А». В 2014 году 3 сентября зарегистрировано юридическое лицо ТОО «Волейбольный клуб «Куаныш»
В сезоне 2016-2017 команда становится победителем Высшей Лиги «А» и переходит в Национальную Лигу.
В дебютном сезоне 2017 – 2018 в Национальной Лиге команда занимает 7 место, а дублирующий состав до 23-х лет становится обладателем серебряных медалей.
В игровом сезоне 2018-2019 года команда заняла 5 место.
В игровом сезоне 2019-2020 года команда остановилась в шаге от бронзовых медалей и заняла 4 место.
В сезоне 2020-2021 команда заняла 3 место.
В сезоне 2021-2022 команда завоевала 3 место в Кубке РК и 3 место в 30-м Чемпионате РК.
Кроме достижений на отечественном уровне, на счету ВК «Куаныш» Чемпионский титул Клубного Чемпионата Азии 2022 года который проходил в городе Семей в 2022 году, где приняли участие Чемпионы Таиланда, Ирана, Узбекистана, Кыргызстана и Казахстана. В первом матче ВК «Куаныш» встретился с Чемпионом Казахстана «Алтаем» и потерпел поражение со счетом 1:3, далее матч с Таиландом закончился в пользу ВК «Куаныш» 1:3.  Далее были соперники из Ирана, Кыргызстана, Узбекистана, все матчи закончились 0:3 в пользу ВК «Куаныш». В историческом финале Клубного Чемпионата Азии ВК «Куаныш» встретился с действующим Чемпионом Казахстана и Клубного Чемпионата Азии 2021 года ВК «Алтай» из Восточного Казахстана и одержал победу со счетом 3:2.
В 2023 году команда Куаныш впервые в своей истории стала победителем Кубка РК и участником Суперкубка РК, но проиграла волейбольному клубу из Алматы ограничившись серебряными наградами. В регулярном чемпионате сезона 2023-2024 команда уверенно заняла 1-е место, но в полуфинале плей-офф в упорной борьбе уступила волейбольному клубу Туран, что в итоге позволило занять только 3-е место.
Сезон 2024-2025 для команды начался с Клубного Чемпионата Азии 2024, где удалось завоевать только 4-е место. В Кубке РК потерпели поражение в финале от Жетысу и завоевали только серебро.

## Достижения
- Сезон 2012-2013 гг.  3–место  Дебют в 21-м Чемпионате РК среди команд Высшей лиги "Б".
- Сезон 2013-2014 гг.  1–место   в 22-м Чемпионате РК среди команд Высшей лиги "Б".
- Сезон 2014-2015 гг.  5–место  Дебют в 23-ом Чемпионате РК среди команд Высшей лиги "А".
- Сезон 2015-2016 гг.  3–место   в 24-м Чемпионате РК среди команд Высшей лиги "А".
- Сезон 2016-2017 гг.  1–место   в 25-м Чемпионате РК среди команд Высшей лиги.
- Сезон 2017-2018 гг.   Дебют в 26-м Чемпионате РК среди мастеров Национальной лиги.
- Сезон 2020-2021 гг.  3–место   в 29-м Чемпионате РК среди команд Национальной лиги.
- Сезон 2021-2022 гг.  3–место в 30-м Чемпионате РК среди команд Национальной лиги.
- чемпион Азии среди клубных команд 2022.
- Сезон 2022-2023 гг.  2–место в 31-м Чемпионате РК среди команд Национальной лиги
- Обладатель Кубка Казахстана  — 2023
- Серебряный призер Кубка Казахстана  — 2024
- Серебряный призер Суперкубка Казахстана - 2023
- Сезон 2023-2024 гг.  3–место в 32-м Чемпионате РК среди команд Национальной лиги

## Состав
| Номер                   | Игрок               | Г. Р.      | Рост       | Амплуа                  | гражданство |
| Нападающие              | Нападающие          | Нападающие | Нападающие | Нападающие              | Нападающие  |
| ----------------------- | ------------------- | ---------- | ---------- | ----------------------- | ----------- |
| 5                       | Бельченко Маргарита | 1999       | 177        | нападающая              | Казахстан   |
| 3                       | Бавыкина Анастасия  | 1992       | 188        | нападающая              | Россия      |
| 6                       | Конотопова Юлия     | 2005       | 183        | нападающая              | Казахстан   |
| 10                      | Боровкова Юлия      | 2003       | 187        | нападающая              | Казахстан   |
| 11                      | Колотыгина Алена    | 1996       | 182        | нападающая              | Казахстан   |
| 7                       | Селезнева Екатерина | 2005       | 182        | нападающая              | Казахстан   |
| 9                       | Дымар Юлия          | 1992       | 188        | нападающая              | Украина     |
| 4                       | Михайлова Екатерина | 1998       | 184        | нападающая              | Казахстан   |
| Центральные блокирующие |                     |            |            |                         |             |
| 8                       | Костива Полина      | 1995       | 185        | центральный блокирующий | Казахстан   |
| 27                      | Смирнова Наталья    | 1999       | 185        | центральный блокирующий | Казахстан   |
| Связующий               |                     |            |            |                         |             |
| 1                       | Баракова Петя       | 1994       | 182        | связующий               | Болгария    |
| 5                       | Есимхан Ботагоз     | 1997       | 175        | связующий               | Казахстан   |
| Либеро                  |                     |            |            |                         |             |
| 2                       | Бекишева Сабира     | 1998       | 171        | либеро                  | Казахстан   |
| 20                      | Швидкая Кристина    | 2002       | 163        | либеро                  | Казахстан   |